# Jerome James
Pour les articles homonymes, voir James.
Jerome Keith James, né le 17 novembre 1975 à Tampa en Floride, est un ancien joueur de basket-ball professionnel de NBA. Il évoluait au poste de pivot.